# Peizermade
Peizermade (Noordenvelds: Paaizermao)  is een dorp in de gemeente Noordenveld, in de Nederlandse provincie Drenthe. Het is gelegen tussen Peize en Groningen, niet ver van de Groningse grens af. Door het dorp loopt slechts één weg, de N372. In het dorp zijn geen voorzieningen, afgezien van een onbemand tankstation. Veel inwoners werken of studeren in Groningen.

## Geschiedenis
Peizermade is in het midden van de 19e eeuw ontstaan op een zandrug in het midden van drassige landerijen tussen Peize en Groningen. Oorspronkelijk waren de Peizer- en Eeldermaden een zeer nat gebied dat in het najaar en in de winter regelmatig onder water stond. Na de aanleg van de weg tussen Peize en Groningen (rond 1885) werd de situatie verbeterd. 

## Transport
Door het dorp loopt de provinciale weg 372, welke net te noorden van het dorp aansluit op de rijksweg 7. Bij deze aansluiting ligt het Transferium Hoogkerk. Door een wijziging van de provinciegrens ligt dit Transferium net in de provincie Groningen. Vanuit het dorp kan men via een rechtstreekse laan fietsen of lopen naar het Stadspark, aangegeven met twee grote keien met daarop 'Stadspark' ingekalfd. Deze laan, inclusief keien, bestaat al sinds de opening van het stadspark.

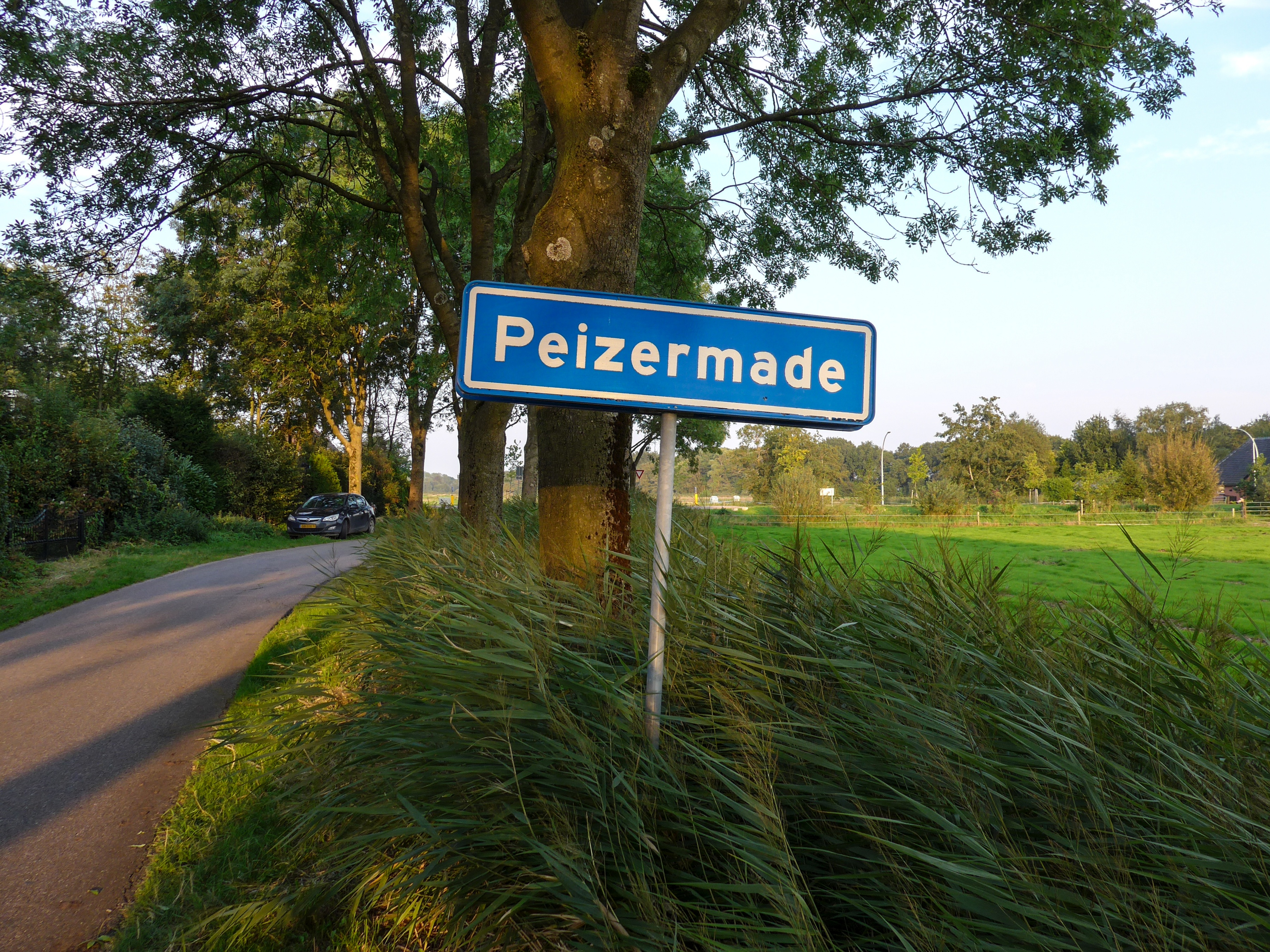
Kombord (2014)

Hoofdplaats: Roden

Overige plaatsen: Allardsoog (deels) · Altena · Alteveer · Amerika · Boerlaan · Een · Een-West · De Streek · Foxwolde · Huis ter Heide · Klunderveen · Langelo · Lieveren · Leutingewolde · Matsloot · Nietap · Nieuw-Roden · Norg · Norgervaart (deels) · Oostindië (deels) · Peest · Peize · Peizermade · Peizerwold · De Pol · Roderesch · Roderwolde · Sandebuur · Steenbergen · Terheijl · Veenhuizen · Westervelde · Zuidvelde

Drenthe: Steden en dorpen      Nederland: Provincies · Gemeenten